# Txijíkovo
Txijíkovo (en rus: Чижиково) és un poble de la República de Mordòvia, a Rússia, segons el cens del 2010 tenia 72 habitants, pertany al municipi de Rússkoie Tiuvéievo. Es troba a 1 km al sud-est de Témnikov, la capital del districte.